# Episodi di NTSF:SD:SUV:: (seconda stagione)
La seconda stagione della serie televisiva NTSF:SD:SUV::, composta da 12 episodi, è stata trasmessa negli Stati Uniti, da Adult Swim, dal 10 agosto al 13 giugno 2013.
In Italia la stagione è inedita.
| nº | Titolo originale                 | Titolo italiano | Prima TV USA      | Prima TV Italia |
| -- | -------------------------------- | --------------- | ----------------- | --------------- |
| 1  | 16 Hop Street                    |                 | 10 agosto 2012    |                 |
| 2  | The Real Bicycle Thief           |                 | 17 agosto 2012    |                 |
| 3  | Sabbath-tage                     |                 | 24 agosto 2012    |                 |
| 4  | Lights, Camera, Assassination    |                 | 31 agosto 2012    |                 |
| 5  | Time Angels                      |                 | 7 settembre 2012  |                 |
| 6  | Whack-A-Mole                     |                 | 14 settembre 2012 |                 |
| 7  | Robot Town                       |                 | 21 settembre 2012 |                 |
| 8  | Comic-Con-Flict                  |                 | 28 settembre 2012 |                 |
| 9  | The Return of Dragon Shumway     |                 | 5 ottobre 2012    |                 |
| 10 | Family Dies                      |                 | 19 ottobre 2012   |                 |
| 11 | Prairie Dog Companion            |                 | 26 ottobre 2012   |                 |
| 12 | Wasilla Hills Cop                |                 | 2 novembre 2012   |                 |
| 13 | The NTSF:SD:SUV:HISS Infomercial |                 | 9 novembre 2012   |                 |
| 14 | Christmas Activity               |                 | 7 dicembre 2012   |                 |
| 15 | Inertia                          |                 | 13 giugno 2013    |                 |

## 16 Hop Street
- Titolo originale: 16 Hop Street
- Diretto da: Curtis Gwinn
- Scritto da: Curtis Gwinn

### Trama
Trent e Piper si fingono sotto copertura come studenti delle superiori dopo che un misterioso rapitore ha rapito tutti i ragazzi popolari della scuola.
- Guest star: Max Carver (Thad), Jon Daly (Billy Pittman), Nate Hartley (Mickey), Zack Pearlman (Truman Biggle), Alex Russell (Stewie Mears), Paul Rust (Sid), Charlie Saxton (Gembo), Steven Yeun (Ricky Meeker).
- Ascolti USA: telespettatori 1.257.000 – rating/share 18-49 anni.[1]

## The Real Bicycle Thief
- Titolo originale: The Real Bicycle Thief
- Diretto da: Eric Appel
- Scritto da: Paul Scheer

### Trama
Trent dà la caccia ai terroristi dei ristoranti e va sotto copertura in un circuito svedese di pedicab racing in realtà virtuale.
- Guest star: Paul Greene (Franz), Jake Johnson (Jorgen), Brie Larson (Katerin), Alan Tudyk (Sven), Damon Wayans, Jr. (Garett).
- Ascolti USA: telespettatori 1.264.000 – rating/share 18-49 anni.[2]

## Sabbath-tage
- Titolo originale: Sabbath-tage
- Diretto da: Ryan McFaul
- Scritto da: Paul Scheer, Curtis Gwinn e Jonathan Stern

### Trama
Sam affronta un terrorista che attacca la città ogni sabato.
- Guest star: Diedrich Bader (terrorista enigmatico), Adam Ray (Fineman), Ike Barinholtz (Maitre'D), Alison Brie (Joanie), Jessica Chaffin (Edith), Kerri Kenney-Silver (Fore-Sight).
- Ascolti USA: telespettatori 1.273.000 – rating/share 18-49 anni.[3]

## Lights, Camera, Assassination
- Titolo originale: Lights, Camera, Assassination
- Diretto da: Eric Appel
- Scritto da: Paul Scheer

### Trama
Un giovane idolo degli NTSF segue Trent e Alphonse durante la caccia a un killer che prende di mira i registi di Hollywood. Nel frattempo Kove sviluppa un podcast.
- Guest star: Max Greenfield (Alistair McQueen), Caity Lotz (Mary), Jason Ritter (Chet Bratner).
- Ascolti USA: telespettatori 1.186.000 – rating/share 18-49 anni.[4]

## Time Angels
- Titolo originale: Time Angels
- Diretto da: Eric Appel
- Scritto da: Paul Scheer, Curtis Gwinn e Jonathan Stern

### Trama
I viaggiatori del tempo antiterroristi si uniscono agli NTSF per prevenire i crimini futuri.
- Guest star: John de Lancie (Leo Da Vinci), Colton Dunn (Al), Sandy Helberg (Sam anziano), Kali Hawk (Minuti), Stacy Keibler (Ore), Natasha Leggero (Mona Lisa), Nicky Whelan (Secondi).

## Whack-A-Mole
- Titolo originale: Whack-A-Mole
- Diretto da: Eric Appel
- Scritto da: Dan Gregor e Doug Mand

### Trama
La squadra è accusata della morte di Gary the Killer Whale.
- Guest star: Ed Helms (Eddie), Ellie Kemper (Fitzpatrick).
- Ascolti USA: telespettatori 1.294.000 – rating/share 18-49 anni.[5]

## Robot Town
- Titolo originale: Robot Town
- Diretto da: Ryan McFaul
- Scritto da: Jonathan Stern

### Trama
Trent visita Robot Town per scagionare Sam dalle accuse di omicidio.
- Guest star: Rob Corddry (agente Coyote Daniels), Bob Odenkirk (Aaron Sampson), Phil Reeves (Gabe Sampson).
- Ascolti USA: telespettatori 1.197.000 – rating/share 18-49 anni.[6]

## Comic-Con-Flict
- Titolo originale: Comic-Con-Flict
- Diretto da: Ryan McFaul
- Scritto da: Paul Scheer e Curtis Gwinn

### Trama
I fan dei fumetti rappresentano una minaccia per gli autori del San Diego Comic-Con.
- Guest star: Dave Allen (Crowley Morehouse), Paul Feig (detective OCD), Bill Hader (Tad McMilrthy), Jason Mantzoukas (Hank Schiller), Tami Sagher (Gail).
- Ascolti USA: telespettatori 1.040.000 – rating/share 18-49 anni.[7]

## The Return of Dragon Shumway
- Titolo originale: The Return of Dragon Shumway
- Diretto da: Eric Appel
- Scritto da: Curtis Gwinn

### Trama
Il fidanzato di Piper ha difficoltà a lasciar andare il suo passato da ninja.
- Guest star: Curtis Gwinn (Tucker), Jeff Hiller (Don), Rob Huebel (Dragon Shumway).
- Ascolti USA: telespettatori 1.049.000 – rating/share 18-49 anni.[8]

## Family Dies
- Titolo originale: Family Dies
- Diretto da: Eric Appel
- Scritto da: Paul Scheer, Curtis Gwinn e Jonathan Stern

### Trama
Trent deve uccidere suo padre, tuttavia le cose non sono così facili come sembrano.
- Guest star: Michael Gross (Huck Jingles).
- Ascolti USA: telespettatori 1.279.000 – rating/share 18-49 anni.[9]

## Prairie Dog Companion
- Titolo originale: Prairie Dog Companion
- Diretto da: Ryan McFaul
- Scritto da: Joe Mande

### Trama
Quando la tecnologia di San Diego va in tilt, neanche Siri riesce a sistemare il problema.
- Guest star: Aziz Ansari (The Toucher), Phil Hendrie (olandese), Hal Linden (C.T. Dalton).
- Ascolti USA: telespettatori 1.322.000 – rating/share 18-49 anni.[10]

## Wasilla Hills Cop
- Titolo originale: Wasilla Hills Cop
- Diretto da: Paul Scheer
- Scritto da: Curtis Gwinn, Paul Scheer e Jonathan Stern

### Trama
Alphonse torna a casa in Alaska per indagare sulla morte del suo partner e riparare il rapporto con suo padre.
- Guest star: Kevin Grevioux (Buster), Jay Johnston (The Letterer), Ray Liotta (Jason), Erin Pineda (Sheila), Aubrey Plaza (The Rememberer), Steven Williams (Alonzo Bearwalker).
- Ascolti USA: telespettatori 1.194.000 – rating/share 18-49 anni.[11]

## The NTSF:SD:SUV:HISS Infomercial
- Titolo originale: The NTSF: SD: SUV: HISS Infomercial
- Diretto da: Alex Fernie
- Scritto da: Alex Fernie e Nick Wiger

### Trama
Trent introduce una nuova app per iPhone per aiutare a identificare potenziali terroristi.
- Guest star: Adam Pally (David), Lennon Parham (Stephanie).
- Note: lo speciale è stato trasmesso anche all'interno di Infomercials.

## Christmas Activity
- Titolo originale: Christmas Activity
- Diretto da: Curtis Gwinn
- Scritto da: Curtis Gwinn, Paul Scheer e Jonathan Stern

### Trama
Mentre festeggiano insieme il Natale a casa di Kove, la squadra viene attaccata dal malvagio Babbo Natale dell'Alaska.
- Guest star: Curtis Gwinn (Tucker), Sonny Surowiec (Babbo Natale).

## Inertia
- Titolo originale: Inertia
- Diretto da: Alex Fernie
- Scritto da: Alex Fernie e Nick Wiger

### Trama
Una bomba su un autobus è destinata ad esplodere se l'autobus supera le miglia orarie.
- Guest star: Matt Braunger (capo della MTA), Echo Kellum (Clarence).
- Note: l'episodio è una versione condensata dei webisodi Inertia di NTSF:SD:SUV::.
- Ascolti USA: telespettatori 1.708.000 – rating/share 18-49 anni.[12]